# تپه هاساسان سفلی
تپه هاساسان سفلی مربوط به دوره اشکانیان و دوره ساسانیان - سده‌های اولیه دوران‌های تاریخی پس از اسلام است و در شهرستان مشگین‌شهر، بخش مرکزی، دهستان شعبان، روستای شعبان (آوارسین) واقع شده و این اثر در تاریخ ۱۲ دی ۱۳۸۶ با شمارهٔ ثبت ۲۰۳۳۷ به‌عنوان یکی از آثار ملی ایران به ثبت رسیده است.